# Burgstein
Burgstein este o comună din landul Saxonia, Germania.